# دی‌پروپیلن گلیکول
دی‌پروپیلن گلیکول (به انگلیسی: Dipropylene glycol) با فرمول شیمیایی C۶H۱۴O۳ یک ترکیب شیمیایی است. که جرم مولی آن ۱۳۴٫۱۷۳ g/mol می‌باشد. شکل ظاهری این ترکیب، مایع بی‌رنگ است.